# Cornelia Hayes O'Herlihy
Pour les articles homonymes, voir O'Herlihy.
Cornelia Hayes O'Herlihy est une actrice irlandaise, épouse de l’architecte Lorcan O'Herlihy.

## Filmographie

### Au cinéma
- 2003 : Les Larmes du soleil : Sister Siobhan

### À la télévision
- 1991 : Les Mystères de la jungle noire : Deborah Corishant